# Spartakiada Dzieci i Młodzieży Niewidomych i Słabowidzących 2009
Spartakiada Dzieci i Młodzieży Niewidomych i Słabowidzących 2009 odbyła się w dniach 1 – 4 października w Kozienicach. W zawodach wystartowali zawodnicy z całej Polski.